# Kédougou (region)
Kédougou - to jeden z regionów w Senegalu. Został utworzony w 2008 roku, wcześniej był częścią regionu Tambacounda. Stolicą jego jest miasto Kédougou. W owym regionie jest wiele atrakcji przyrodniczych

## Departamenty
W skład regionu wchodzą trzy departamenty: 
- Kédougou (departament)
- Salémata (departament)
- Saraya (departament)